# Joan IV de Chalon-Arlay
Joan IV de Chalon-Arlay (o Joan de Chalon) (1443-8 d'abril de 1502) príncep d'Orange, senyor de la família de Chalon-Arlay. Per la seva filla Clàudia de Chalon, és l'avantpassat de la casa d'Orange-Nassau i del rei Guillem Alexandre dels Països Baixos que regna actualment als Països Baixos.
- Com a feudatari del comtat de Borgonya fou : vescomte de Besançon, senyor d'Arlay, Nozeroy, Montfort, Arbois i Bletterans.
- Com a feudatari del ducat de Borgonya fou: vescomte d'Auxonne, senyor de Cuiseaux, Varennes-Saint-Sauveur i Beaurepaire-en-Bresse.
- Fou també senyor de diverses senyories a Bretanya entre les quals Lamballe, Moncontour, Rhuys i Lespine-Gaudin.

## Blasó dels Chalon d'Orange (Aurenja)
Quarterat a l'1 i 4 de gules amb banda d'or (Châlon), i al 2 i 3 d'or amb la banya de caça d'atzur, virollada i lligada de gules (Aurenja); l'escudet brocant sobre el tot de cinc punts d'or com un dau, i els altres quatre d'atzur (Ginebra).

## Biografia
Va néixer el 1443 al comtat de Borgonya (actual Franc Comtat). Fill del príncep d'Orange o Aurenja Guillem VII de Chalon (1414- 1475) i de Caterina de Bretanya (filla del comte Ricard d'Étampes i germana del duc Francesc II de Bretanya.
Es va casar el 21 d'octubre de 1467 amb Joana de Borbó (?-1483) (filla del duc Carles I de Borbó i d'Agnès de Borgonya, filla petita del duc de Borgonya Joan Sense Por) del qual no va tenir fills.
Vidu el 1483, es va casar en segones noces amb Filiberta de Luxemburg (filla d'Antoni II de Ligny, comte de Brienne de Ligny i de Roucy) amb qui va tenir:
- Claude de Chalon (1498-1521), casada amb Henri III de Nassau-Breda
- Claude de Chalon (1499-1500), senyor d'Arguel (mort amb un any d'edat)
- Philibert de Chalon (1502-1530), príncep d'Orange o Aurenja que el va succeir quan només tenia 21 dies

El 1479, després de la mort del seu poderós aliat el duc de Borgonya Carles el Temerari, el seu enemic el rei Lluís XI de França va agafar una posició de força i va confiscar la totalitat dels béns de la casa de Chalon-Arlay, forçant el príncep d'Orange a transaccionar i entrar al servei del rei. Tornarà tanmateix amb la duquessa Maria de Borgonya per defensar el seu projecte de matrimoni amb l'arxiduc dels Habsburg i futur emperador germànic Maximilià d'Àustria. El 1477, Lluís el va fer desterrar del regne i el va penjar en efígie.
Nebot del duc Francesc II de Bretanya, fou enviat al ducat de Bretanya per Maximilià el 1481. Va participar en la conjuració fallada contra el tresorer general Pierre Landais el 7 d'abril de 1484, de resultes de la qual, en ruptura de ban com els altres conjurats, signarà el tractat de Montargis amb la regenta de França Anna de Beaujeu. Aquesta nova traïció li valdrà la confiscació dels seus béns a Bretanya, que li seran tornats després de la segona conjuració contra Pierre Landais i la seva execució, per un Francesc II debilitat. Prengué llavors la direcció efectiva dels assumptes del ducat amb el mariscal de Rieux i el comte de Comenge. La mà de la princesa Anna era llavors el principal afer polític a Bretanya, cadascun tenia el seu candidat. Joan IV va militar lògicament a favor d'una unió amb Maximilià d'Àustria. (El seu nom Orange (Aurenja en occità/català) fou donat a un dels gruixuts canons de Rennes, de 5.899 lliures). En derrota militar i política, Francesc II li va oferir, per tal de garantir la seva fidelitat, les castellanies de Lamballe, Moncontour, Rhuys i Lespine-Gaudin. A la batalla de Saint-Aubin-du-Cormier el 28 juliol de 1488, després d'haver combatut amb aferrissament, va intentar fer-se passar per mort però fou fet presoner amb el duc d'Orleans pels francesos vencedors. Quedarà en residència vigilada a Riom fins al febrer de 1489. Va tornar en aquesta data a Rennes, enviat per Carles VIII de França per impedir el matrimoni d'Anna amb Alan d'Albret i negociar amb ella de la situació de les tropes franceses al ducat.
A l'adveniment de la duquessa Anna de Bretanya el 1488, va esdevenir l'hereu presumpte de la seva cosina, en competència amb el vescomte Joan II de Rohan, fins al naixement dels dofins Carles-Orland de França, Carles, i després de Clàudia de França. Com a tal, va participar en el consell ducal i intervingué en les tries polítiques i matrimonials de la duquessa. Aquesta el va anomenar capità de Rennes i tinent general. Principal ministre amb el canceller Montauban i amb Dunois entre 1490 i 1491, li va aconsellar el matrimoni amb el rei dels Romans Maximilià d'Àustria. Atrapat dins Rennes quan aquesta ciutat fou assetjada per les tropes franceses, va negociar des de setembre de 1491 una aliança amb el rei Carles VIII de França. Testimoni de la duquessa Anna al seu matrimoni el 6 desembre de 1491, renuncia per aquest contracte de matrimoni als seus drets sobre Bretanya per a la suma de 100.000 lliures esterlines i la lloc-tinença general de Bretanya, qui li serà confirmada per Anna, vídua el 1499 i que conservarà fins a la seva mort el 1502. Va negociar, junt amb alguns altres, els termes de tercer contracte de matrimoni de la reina Anna, aquesta vegada amb Lluís XII de França.
Joan IV de Chalon-Arlay va morir el 8 d'abril de 1502 a l'edat de 49 anys. El seu fill Filibert de Chalon el va succeir.
La seva esposa Filiberta de Luxemburg va encarregar el 23 de gener de 1531 als escultors Conrad Meyt i Giovanni Battista Mariotto, un monument funerari d'alabastre i una estàtua jacent per al seu espòs Joan IV de Chalon-Arlay, la seva primera esposa Joana de Borbó, el seu primer fill Clàudi d'Arguel, el seu segon fill Filibert de Chalon i ella mateixa, que va fer col·locar al Convent dels Franciscans de Lons-le-Saunier al Comtat de Borgonya. Aquest monument va quedar inacabat i es va desmantellar en el segle xvii.